# Midis de la Poésie
Les Midis de la poésie (devenue depuis peu Midis poésie) est une asbl bruxelloise de promotion de la poésie et de la littérature au sens large.

## Historique
Créés en janvier 1949 par Sara Huysmans et Roger Bodart, poète et haut fonctionnaire du service des Arts et des Lettres, les Midis de la Poésie sont une association bruxelloise qui promeut la littérature et la poésie.
Parmi leurs activités, les Midis proposent des évènements où un conférencier spécialiste d’un sujet développe une question littéraire dans une perspective de culture générale. Pour mettre ses propos en perspective, des comédiens et des comédiennes lisent les textes des auteurs abordés. Certaines séances proposent des « récitals littéraires » souvent accompagnés de musique où des comédiens font briller le texte sans mise en scène, costume ou décor élaborés. Parmi les grands noms de la poésie passés par les Midis, on peut noter Jean Cocteau et Léopold Sédar Senghor, ou Léonora Miano, Felwine Sarr, Alain Badiou et Cyril Dion plus récemment.
Depuis quelques années, les Midis proposent également des activités dédiées à la famille, sous forme d'ateliers créatifs et des apéros poésie plus festifs.
Les Midis de la poésie sont nomades et trouvent refuge dans plusieurs lieux culturels tels que le Théâtre National, La Bellone, le théâtre des Martyrs, le Rideau, etc.